# Malasia en los Juegos Mundiales de Breslavia 2017
Malasia fue uno de los 102 países que participaron en los Juegos Mundiales de 2017 celebrados en Breslavia, Polonia.
La delegación de Malasia estuvo compuesta por ocho atletas, que participaron en cinco disciplinas de tres deportes.
Malasia terminó esta edición de los Juegos Mundiales con un total de una medalla de bronce, lo cual la colocó en la posición 57 del medallero.

## Delegación

### Muay thai
| Masculino           |       |                      |                |           |           |           |           |           |           |           |           |           |           |           |           |           |           |           |           |           |           |           |           |
| Jaakub Mohd Ali Bin | 54 kg | # Deokjae Yoon       | No se presentó | Eliminado | Eliminado | Eliminado | Eliminado | Eliminado | Eliminado | Eliminado |           |           |           |           |           |           |           |           |           |           |           |           |           |
| Kamarrudin Ain Bin  | 57 kg | # Kostiantyn Trishyn | No se presentó | eliminado | eliminado | eliminado | eliminado | eliminado | eliminado | eliminado | eliminado | eliminado | eliminado | eliminado | eliminado | eliminado | eliminado | eliminado | eliminado | eliminado | eliminado | eliminado | eliminado |

### Squash
| Femenil              |                   |     |                          |     |              |           |             |           |                  |           |                   |           |           |           |
| Rachel Arnold        | Anna Serme #      | 3:1 | Millie Tomlinson #       | 2:3 | eliminada    | eliminada | eliminada   | eliminada | eliminada        | eliminada | eliminada         | eliminada | eliminada | eliminada |
| Nicol David          | Irina Beljajewa # | 3:0 | Samantha Terán #         | 3:0 | Nele Gilis # | 3:0       | Joey Chan # | 2:3       | Fiona Moverley # | 3:0       | Medalla de bronce |           |           |           |
| Masculino            |                   |     |                          |     |              |           |             |           |                  |           |                   |           |           |           |
| Mohd Nafiizwan Adnan | -                 | -   | Diego Elías #            | 1:3 | eliminado    | eliminado | eliminado   | eliminado | eliminado        | eliminado | eliminado         | eliminado | eliminado | eliminado |
| Ivan Yuen            | Matias Tuomi #    | 3:0 | Miguel Ángel Rodríguez # | 1:3 | eliminado    | eliminado | eliminado   | eliminado | eliminado        | eliminado | eliminado         | eliminado | eliminado | eliminado |

### Tiro con arco
| Masculino               |                      |     |    |                     |         |           |           |           |           |           |           |           |           |           |           |
| Khambeswaran Mohanaraja | Compuesto individual | 682 | 23 | # Roberto Hernández | 136:146 | Eliminado | Eliminado | Eliminado | Eliminado | Eliminado | Eliminado | Eliminado | Eliminado | Eliminado | Eliminado |
| Juwaidi Mazuki          | Compuesto individual | 699 | 18 | # Septimus Cilliers | 147:149 | Eliminado | Eliminado | Eliminado | Eliminado | Eliminado | Eliminado | Eliminado | Eliminado | Eliminado | Eliminado |

- Datos: Q37220970